# Jaron Martin
Jaron Michael Martin, (nacido el 5 de noviembre de 1994 en Sunland (California)) es un jugador de baloncesto estadounidense con nacionalidad mexicana que actualmente juega en el Panteras de Aguascalientes  de la Liga Nacional de Baloncesto Profesional de México. Con 1.78 metros de estatura, juega en la posición de base.

## Trayectoria deportiva
Formado durante cuatro temporadas en la Universidad de California en Irvine, con el que disputaría la NCAA con los UC Irvine Anteaters desde 2014 a 2017.
Tras no ser drafteado en 2017, con 22 años debutó como profesional en las Panteras de Aguascalientes de la Liga Nacional de Baloncesto Profesional de México con el que disputó 38 encuentros en los que promedió 13,82 puntos por partido. Sus grandes actuaciones lo hicieron acreedor a la distinción de 'Novato del Año' en la temporada 2017-2018 del máximo circuito.
En 2018 también disputó 23 partidos de la Circuito de Baloncesto de la Costa del Pacífico con los Frayles de Guasave, en los que promedió 13,26 puntos por partido.
En la temporada 2018-19, jugaría 39 encuentros de la Liga Nacional de Baloncesto Profesional de México con los Santos de San Luis, en los que promedia 16,15 puntos por partido.
En la misma temporada también jugó 9 encuentros con los Gigantes de Jalisco en el Circuito de Baloncesto de la Costa del Pacífico, con el que promedia 9,89 puntos por partido.
En la temporada 2019-20, jugaría 22 encuentros de la Liga Nacional de Baloncesto Profesional de México con los Dorados de Chihuahua, en los que promedia 6,55 puntos por partido.
En la misma temporada también jugó 13 encuentros de la Liga Nacional de Baloncesto Profesional de México con los Huracanes de Tampico, con el que promedia 11,85 puntos por partido.
Comienza la temporada 2020-21 en las filas del Fuerza Regia, equipo campeón de la Liga Nacional de Baloncesto Profesional de México (LNBP) donde promedia 8.60 puntos, 2.15 asistencias y más del 50% de acierto desde el perímetro.
El 14 de enero de 2021, firma por el Real Murcia Baloncesto de la Liga LEB Oro hasta el final de la temporada.
El 26 de julio de 2021, firma por el Alliance Sport Alsace del Campeonato de Francia de Baloncesto Pro B.
En abril de 2022, firma por el Rapla KK para disputar la Latvian-Estonian Basketball League.
El 5 de agosto de 2022, firma por el KK Borac Banja Luka de la Liga de baloncesto de Bosnia y Herzegovina.
El 8 de julio de 2023, regresa a Panteras de Aguascalientes, equipo en el que hizo su debut como profesional en 2017.